# Bentley 3 Litre

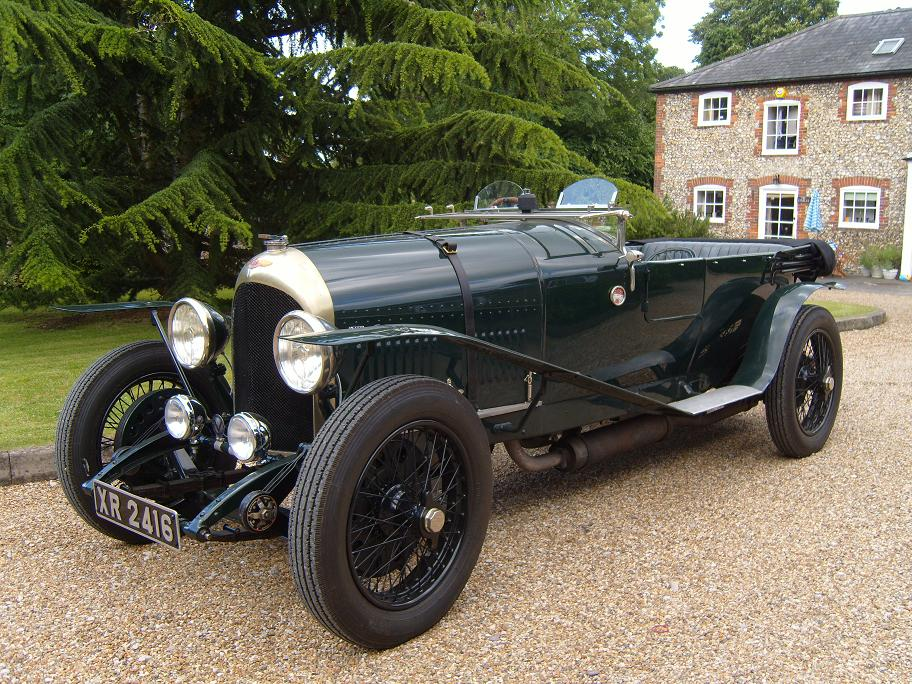
Bentley 3 Litre

Bentley 3 Litre war ein Sportwagenmodell der Bentley Motors Ltd.

## Geschichte und Produktion
Das erste eigenständige Bentley-Modell wurde von 1921 bis 1929 produziert und erstmals im Mai 1919 mit einer Motor-Attrappe vorgestellt. Die Entwicklung des Motors dauerte lange, weshalb der erste Bentley erst im September 1921 ausgeliefert wurde. Die schnellste Variante des 3 Litre, der Super Sports, erreichte die damals prestigeträchtigen 100 Meilen pro Stunde (etwa 160 km/h). Einzelne der Super-Sports-Aufbauten stammten von Surbico. Damit war das Spitzenmodell seinerzeit das schnellste Serienstraßenfahrzeug der Welt und demonstrierte (wie es damals üblich war) auch den Einsatz als Rennfahrzeug: Ein Bentley 3 Litre Super Sports gewann 1924 die 24 Stunden von Le Mans. Der Rekord, schnellstes Serienstraßenfahrzeug zu sein, wurde von dem Bentley 4 ½ Litre übertroffen. Bentley bot die Fahrzeuge als Fahrgestelle (Chassis) an und empfahl vielen Kunden den Stellmacher Vanden Plas zum Aufbau der Karosserie.
Das letzte bedeutende Produktionsjahr war 1927 mit 117 Chassis. Danach wurden nur noch kleine Stückzahlen produziert (1928: 34, 1929: 6, 1930: 1). Insgesamt wurden 1622 Chassis gebaut. Der 3 Litre war damit der Bestseller im Modellprogramm der Bentley Motors Ltd. von 1919 bis 1931.

## Varianten
Den 3 Litre gab es in drei Hauptvarianten, die nach der Farbe des Kühlergrill-Emblems unterschieden wurden. Den Kunden wurde jedoch auf Nachfrage auch zu jeder Variante ein andersfarbiges Emblem angeboten, sodass das Emblem kein zuverlässiges Unterscheidungsmerkmal ist.
- Blue Label: Das Standard-Modell mit 117,5 Zoll (2985 mm) Radstand (1921 bis 1929) oder mit langem Radstand von 130 Zoll (3302 mm) (1923 bis 1929).[2]
- Red Label: Mit Hochkompressions-Motor (Verdichtungsverhältnis 5,3 : 1) und 117,5 Zoll Radstand (1924 bis 1929).[2]
- Green Label: Das Hochleistungsmodell mit Verdichtungsverhältnis 6,3 : 1 und kurzem Radstand von 108 Zoll (2743 mm). Es wurde eine Höchstgeschwindigkeit von 100 mph garantiert (1924–1929).[2]

### 3 Litre Reconditioned
Als Bentley 1931 von dem Konkurrenten Rolls-Royce aufgekauft wurde, wechselte damit auch der Lagerbestand den Besitzer. Rolls-Royce produzierte ab 1933 die neuentwickelten Modelle Bentley 3 ½ Litre und 4 ¼ Litre, mit denen keine Teile aus diesem Bestand kompatibel waren. Rolls-Royce verwertete 1936 den verbliebenen Lagerbestand, indem vier gebrauchte Bentley 3 Litre neu aufgebaut wurden, wobei Verschleißteile durch Neuteile aus dem Lager ersetzt wurden. Die Rahmen erhielten neue Fahrgestellnummern (RC für „Reconditioned“), wurden mit Karosserien von Vanden Plas verkauft und mit fünfjähriger Garantie an Kunden ausgehändigt.